# Burnyj (1901)
Burnyj (ros. Бурный) – rosyjski niszczyciel z początku XX wieku, jedna z 22 zbudowanych jednostek typu Bojkij. Okręt został zwodowany pod nazwą „Makriel” („Макрель”) w 1901 roku w Zakładach Newskich w Petersburgu. W 1902 roku nazwę jednostki zmieniono na „Burnyj”. Niszczyciel został wcielony do służby w Marynarce Wojennej Imperium Rosyjskiego w sierpniu 1902 roku, z przydziałem do Floty Bałtyckiej. Został następnie przerzucony na Daleki Wschód, gdzie wszedł w skład Eskadry Oceanu Spokojnego i wziął udział w wojnie rosyjsko-japońskiej. 29 lipca?/11 sierpnia 1904 roku, po bitwie na Morzu Żółtym, „Burnyj” wszedł na skały i został następnie samozatopiony nieopodal Weihaiwei.

## Projekt i budowa
Okręt był jednym z 22 niszczycieli typu Bojkij zbudowanych w krajowych stoczniach, będących ulepszoną i powiększoną wersją zaprojektowanych w brytyjskiej stoczni Yarrow jednostek typu Sokoł . Budową jednostki zajęły się Zakłady Newskie w Petersburgu . Stępkę okrętu położono w 1901 roku (niektóre źródła podają, że w 1900 roku), a zwodowany został jako „Makriel” („Макрель”, pol. makrela) 29 września?/12 października 1901 roku . W 1902 roku nazwę jednostki zmieniono na „Burnyj” .

## Dane taktyczno-techniczne
„Burnyj” był czterokominowym niszczycielem . Długość całkowita wynosiła 64 metry, szerokość 6,4 metra i maksymalne zanurzenie 2,59 metra. Wyporność jednostki wynosiła 350 ton. Okręt napędzany był przez dwie pionowe maszyny parowe potrójnego rozprężania o łącznej mocy 5700 KM, do której parę dostarczały cztery kotły Yarrow . Dwuśrubowy układ napędowy pozwalał osiągnąć prędkość 26 węzłów . „Burnyj” mógł zabrać zapas węgla o maksymalnej masie 80 ton, co zapewniało zasięg wynoszący 1200 Mm przy prędkości 12 węzłów .
Uzbrojenie artyleryjskie okrętu stanowiły: umieszczone na nadbudówce dziobowej pojedyncze działo kalibru 75 mm Canet L/48 oraz pięć pojedynczych dział trzyfuntowych kalibru 47 mm Hotchkiss M1885 L/40 . Jednostka wyposażona była w jedną dziobową stałą i dwie pojedyncze obracalne pokładowe wyrzutnie torped kalibru 381 mm, z łącznym zapasem sześciu torped . Ponadto okręt mógł zabrać na pokład 12–18 min .
Załoga liczyła 62–69 oficerów, podoficerów i marynarzy .

## Służba
„Burnyj” został wcielony do służby w Marynarce Wojennej Imperium Rosyjskiego w sierpniu 1902 roku  lub wrześniu tego roku. Jednostka weszła początkowo w skład Floty Bałtyckiej. W październiku 1902 roku „Burnyj” wraz z siostrzanym „Bojkim” wyszły w rejs przez Morze Śródziemne na Daleki Wschód, dołączając w grudniu w Algierze do zespołu kadm. E. Sztakelberga. Z powodu problemów z maszynami, niszczyciele szły dalej z Zatoki Suda na Krecie w towarzystwie krążownika „Bogatyr’”, który na części trasy musiał je holować (przede wszystkim „Bujnego”). Zespół dotarł do Port Artur 14?/27 maja 1903 roku, po czym niszczyciele zostały skierowane na remont, który zakończył się dopiero w marcu 1904 roku.
W momencie wybuchu wojny rosyjsko-japońskiej jednostka wchodziła w skład 1. Flotylli Niszczycieli I Eskadry Oceanu Spokojnego, stacjonując w Port Artur (wraz z niszczycielami „Wnimatielnyj”, „Włastnyj”, „Wnuszytielnyj”, „Wynosliwyj”, „Grozowoj”, „Bditielnyj”, „Biesposzczadnyj”, „Biesstrasznyj”, „Biesszumnyj”, „Bojewoj” i „Bojkij”). „Burnyj” wyszedł bojowo po raz pierwszy w morze 19 marca?/1 kwietnia 1904, po czym miał ponowną przerwę w działaniach bojowych do maja. W dniu 12?/25 maja „Burnyj” i „Bojkij” wyszły do Dalnego, eskortując kanonierkę „Bobr”, a następnie 13?/26 maja wzięły udział w bitwie pod Kinchou, osłaniając ostrzeliwującą pozycje Japończyków kanonierkę w Zatoce Gand. Następnego dnia okręty powróciły do Port Artur w związku z utratą Dalnego. W tym miesiącu „Burnyj” jeszcze tylko raz wyszedł w morze 23 maja/5 czerwca. 1?/14 czerwca krążownik „Nowik” oraz niszczyciele „Burnyj”, „Bojewoj”, „Włastnyj”, „Grozowoj”, „Wynosliwyj”, „Biesstrasznyj”, „Lejtienant Burakow”, „Rastoropnyj”, „Sierdityj”, „Skoryj” i „Raziaszczij” wyszły z Port Artur z misją ostrzelania wojsk japońskich w Zatoce Melanhe, ścierając się najpierw z 16 japońskimi niszczycielami i torpedowcami, a po wykonaniu zadania z zespołem niszczycieli przeciwnika (mimo intensywnej wymiany ognia potyczka zakończyła się bez strat z obu stron).
3?/16 czerwca okręt zatrzymał do kontroli norweski statek „Heimdall”. W nocy z 9/22 na 10/23 czerwca „Burnyj” uczestniczył w zabezpieczeniu pierwszej próby przejścia zablokowanej przez Japończyków w Port Artur Eskadry do Władywostoku (w składzie sześciu pancerników, pięciu krążowników, dwóch krążowników torpedowych i sześciu niszczycieli, dowodzonych przez kontradmirała Wilgelma Witgefta, jednak wobec napotkania przeważających sił przeciwnika okręty rosyjskie nie podjęły walki i powróciły do bazy. W czerwcu (starego stylu) ogółem niszczyciel 11 razy wychodził w morze i siedem razy patrolował w pobliżu bazy i w Zatoce Tahe, a w lipcu aż 13 razy wychodził w morze i dwa razy patrolował. 23 lipca?/5 sierpnia „Burnyj”, „Bojkij”, „Biesszumnyj”, „Raziaszczij” i „Storożewoj” wyszły z Port Artur z zadaniem postawienia próbnej zagrody minowej, eskortowane przez dziewięć innych niszczycieli; tuż po godzinie 4:00 na redzie zewnętrznej rosyjski zespół natknął się na patrolujące japońskie niszczyciele „Akebono”, „Oboro” i „Ikazuchi”, w wyniku czego mimo przewagi liczebnej postawiono tylko osiem min.
28 lipca?/10 sierpnia „Burnyj”, dowodzony przez kpt. mar. N. Tyrkowa, wraz z większością zgromadzonych w Port Artur okrętów wyszedł z oblężonego portu, podejmując próbę przedarcia się do Władywostoku. Doprowadziło to do bitwy na Morzu Żółtym, w wyniku której eskadra rosyjska została częściowo rozproszona, a „Burnyj”, „Biesstrasznyj”, „Biesposzczadnyj” i „Biesszumnyj” dołączyły do przedzierającego się na południe zespołu krążowników kadm. N. Rejzensztajna („Askold”, „Diana”, „Pałłada” i „Nowik”). Ostatecznie pierścień japońskiej blokady pokonały: „Askold”, „Nowik”, „Diana”, „Burnyj”, „Biesstrasznyj”, „Biesposzczadnyj”, „Biesszumnyj” i „Grozowoj”, lecz następnie rozproszyły się. Próbujący dotrzeć do niemieckiej bazy Tsingtau „Burnyj” o godzinie 2:00 w nocy 29 lipca?/11 sierpnia płynąc we mgle u wybrzeży półwyspu Szantung wszedł na skały, i mimo nieuszkodzonego kadłuba nie mógł z nich zejść. Obawiając się przechwycenia przez Japończyków, dowódca niszczyciela N. Tyrkow nakazał załodze opuszczenie okrętu i zniszczenie go za pomocą ładunków wybuchowych. „Burnyj” został samozatopiony na wschód od Weihaiwei (na pozycji 37°23′N 123°24′E/37,383333 123,400000), a załoga udała się do brytyjskiej bazy w Weihaiwei, skąd powróciła później do Rosji.

### Dowódcy
| Imię i nazwisko              | od               | do              | uwagi        |
| kmdr por. Jewsiej Pogorelski | 19 sierpnia 1902 | 8 marca 1904    | [ 26 ]       |
| kpt. mar. Iwan Podjapolski   | 8 marca 1904     | 18 marca 1904   | p.o. dowódcy |
| kpt. mar. Nikołaj Azarjew    | 18 marca 1904    | 3 kwietnia 1904 | [ 27 ]       |
| kpt. mar. Nikołaj Tyrkow     | 3 kwietnia 1904  | 29 lipca 1904   | [ 28 ]       |